# 日本植民地様式

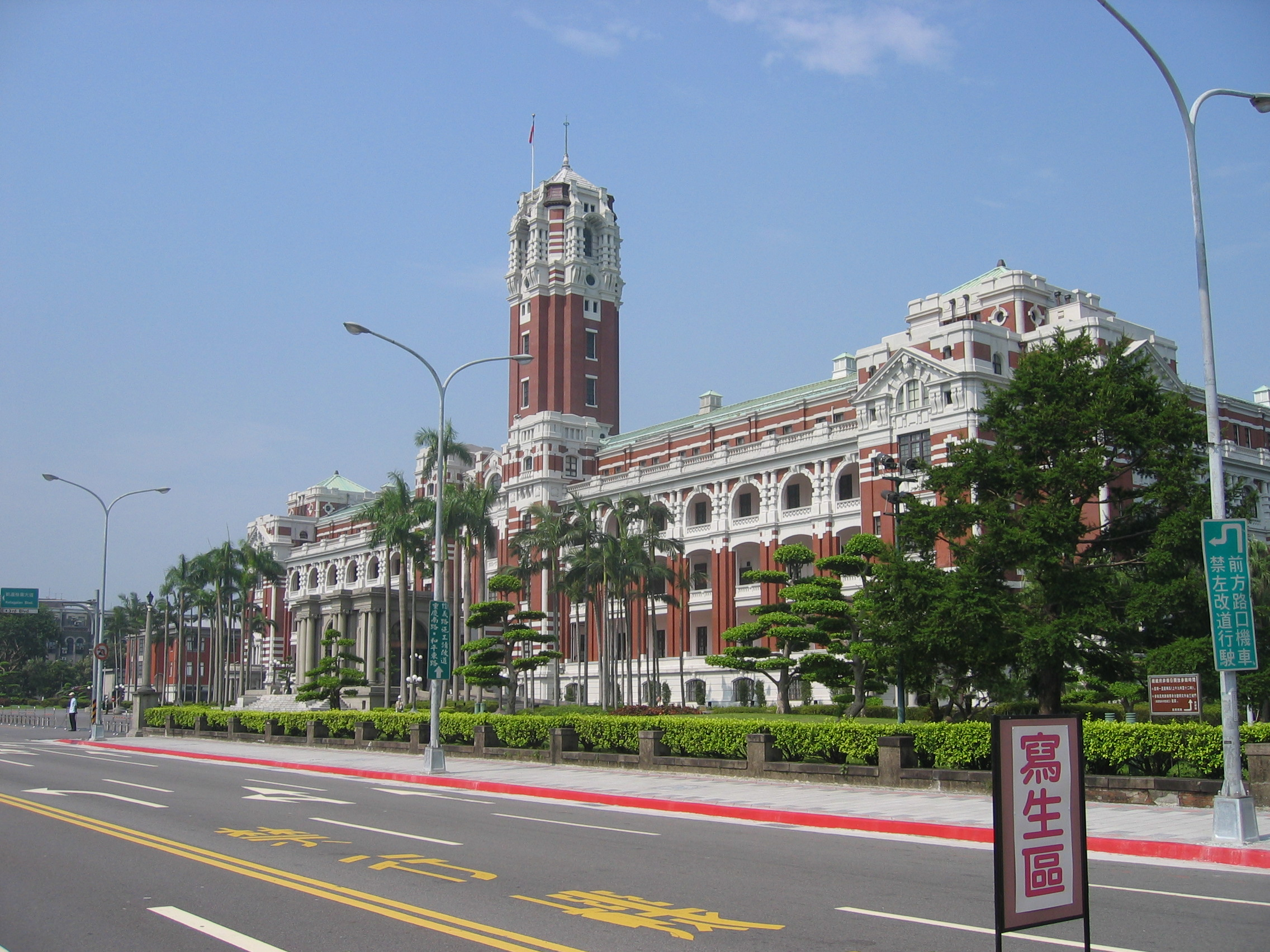
台湾総督府（現総統府)

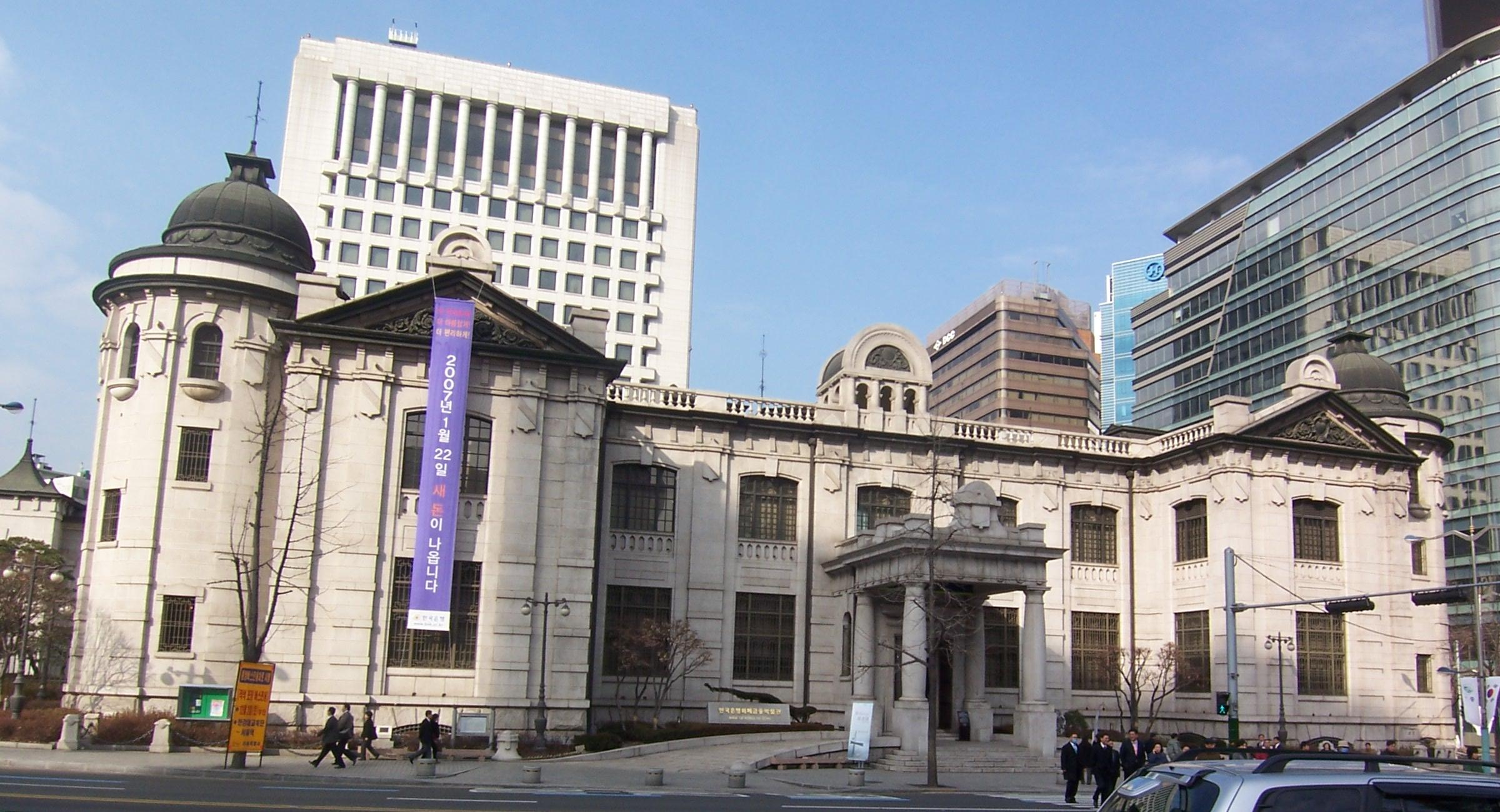
朝鮮銀行（現韓国銀行本部）

満洲国国務院（現吉林大学医学基礎楼）

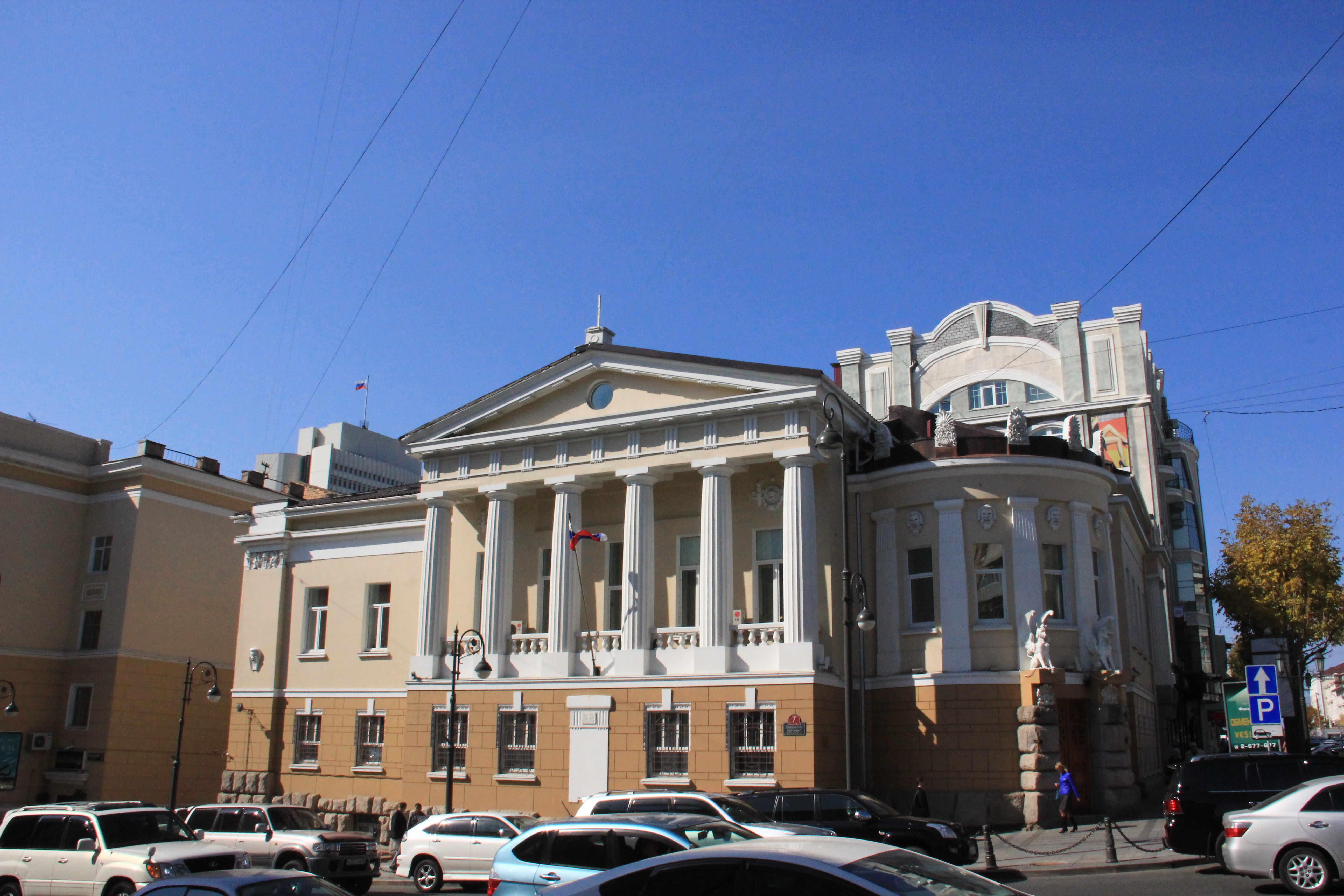
在浦潮日本国総領事館

日本植民地様式（にほんしょくみんちようしき、英語: Japanese Colonial architecture）あるいは日本占領地様式は、日本が20世紀前半に植民地・租借地や占領地に日本の伝統的な様式、あるいは当時習ったばかりの西洋様式で作った建築およびその他を指し、植民地様式（コロニアル）の一種である。
そうした地域から日本人が去ると、多くが取り壊されたが、歴史的価値が見直されて残されているものも多く、最近は観光誘致にも役立てている。

## 背景
日本は19世紀末、20世紀前半、清国・ロシアとの戦争に勝利して、列強の仲間入りをして、東アジアの台湾、朝鮮、中国に占領地・租借地を拡大していった。そうした地域では、日本の伝統的様式、または当時習い始めたばかりの西洋様式で建築・その他を展開して、これらは「日本植民地様式」と呼ばれる。日本人が去ると多くが取り壊される中で、歴史的価値が見直されて残されているものも多く、最近は観光誘致にも役立てている。

## 台湾
政府当局は多くの公共の建物を建設して、その多くは現存している。例としては、台北市中正区中心部の最近凱達格蘭大道と呼ばれるようになった大通りには大規模な建築があり、もと台湾総督府、台湾総督府博物館、台北病院、台北賓館、司法院、勧業銀行・三井物産の建物が残っていて、斉東街日本風諸家屋（中国語）もある。

## 朝鮮
日本は1910年に韓国併合を行い、その政権下の朝鮮では駅や市役所などの公共建築物が様々な様式で建てられた。最大の日本植民地建物である広大な朝鮮総督府は1995年に取り壊されたが、他の多くの植民地時代の建物が残っている。例えば、京城府庁舎（現ソウル図書館）、京城駅（旧ソウル駅）があり、辰野金吾が設計した朝鮮銀行（現韓国銀行本部）、三越百貨店（現新世界百貨店の旗艦店）などがある。

## 中国
日本は1904-05年日露戦争に勝利した結果として大連を租借地として、ロシアに引き継いで近代的な建国都市の建設を続け、「大広場」（現中山広場）に現在「大連中山広場近代建築群」として残る建物を作った。満洲国の設立により、巨額の資金と努力が首都の新京の建設に投入された。租借地・満洲国時代に建てられた多くの公共建物は現在も「八大部」などとして残っている。その中には、満洲国の8つの部（満洲国国務院など）、満洲国皇宮、関東軍司令部、大同大道などがある。

## その他の国々
日本は日露戦争の結果で現在はロシアが領有している南樺太を獲得したが、こうした時代の1916年にはロシア・シベリアのウラジオストクのキタイスカヤ通り（現オケアンスキー大通り）に壮麗な在浦潮日本国総領事館建物（ロシア語）を建設して、現在はロシア連邦文化遺産になっている。